# دیرک هیبل
دیرک هیبل (انگلیسی: Dirk Hebel؛ زادهٔ ۲۴ نوامبر ۱۹۷۲) بازیکن فوتبال اهل آلمان است.
از باشگاه‌هایی که در آن بازی کرده‌است می‌توان به باشگاه فوتبال برنتفورد، باشگاه فوتبال بورسااسپور، باشگاه فوتبال ترانمره راورز، و باشگاه فوتبال کلن اشاره کرد.